# Bredemeyera lucida
Bredemeyera lucida är en jungfrulinsväxtart som först beskrevs av George Bentham, och fick sitt nu gällande namn av Alfred William Bennett. Bredemeyera lucida ingår i släktet Bredemeyera och familjen jungfrulinsväxter. Inga underarter finns listade i Catalogue of Life.